# Лос-Вилос
Лос-Вилос (исп. Los Vilos) — город в Чили. Административный центр одноимённой коммуны. Население города — 10 966 человек (2002). Город и коммуна входят в состав провинции Чоапа и области Кокимбо.
Территория — 1823,8 км². Численность населения — 21 382 жителя (2017). Плотность населения — 11,7 чел./км².

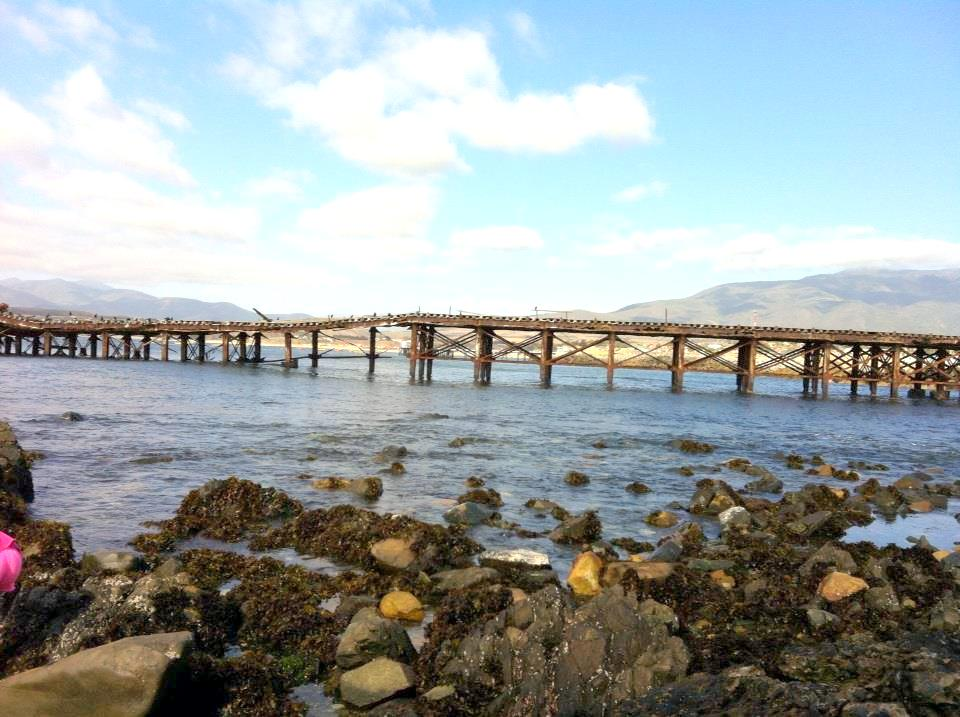
Причал Лос-Вилос

## Расположение
Город расположен в 226 км на юг от административного центра области города Ла-Серена.
Коммуна граничит:
- на севере — c коммуной Канела
- на северо-востоке — c коммуной Ильяпель
- на востоке — с коммуной Саламанка
- на юго-востоке — c коммуной Петорка
- на юге — c коммуной Ла-Лигуа
- на западе — Тихий океан

## Демография
Согласно сведениям, собранным в ходе переписи 2017 г. Национальным институтом статистики (INE), население коммуны составляет:
| Полное население                          | Полное население                          | Полное население                          | Полное население                          | Полное население                          | 21 382 |
| ----------------------------------------- | ----------------------------------------- | ----------------------------------------- | ----------------------------------------- | ----------------------------------------- | ------ |
| в том числе:                              | Городское население                       | 17 094                                    | Процент городского населения, %           | 79,95                                     |        |
|                                           | Сельское население                        | 4 288                                     | Процент сельского населения, %            | 20,05                                     |        |
|                                           | Мужское население                         | 11 061                                    | Процент мужского населения, %             | 51,73                                     |        |
|                                           | Женское население                         | 10 321                                    | Процент женского населения, %             | 48,27                                     |        |
| Плотность населения, чел/км²              | Плотность населения, чел/км²              | Плотность населения, чел/км²              | Плотность населения, чел/км²              | Плотность населения, чел/км²              | 11,7   |
| Население коммуны в % к населению области | Население коммуны в % к населению области | Население коммуны в % к населению области | Население коммуны в % к населению области | Население коммуны в % к населению области | 2,82   |

| Динамика изменения населения коммуны | Динамика изменения населения коммуны | Динамика изменения населения коммуны | Динамика изменения населения коммуны |
| ------------------------------------ | ------------------------------------ | ------------------------------------ | ------------------------------------ |
| 1992                                 | 2002                                 | 2012                                 | 2017                                 |
| 15805                                | 17453▲                               | 18483▲                               | 21382▲                               |

## Важнейшие населенные пункты[4]
| № | Населённый пункт | Населённый пункт (исп.) | Категория | Население чел. (2002) | На карте                        |
| - | ---------------- | ----------------------- | --------- | --------------------- | ------------------------------- |
| 1 | Лос-Вилос        | Los Vilos               | город     | 10966                 | 31°54′44″ ю. ш. 71°30′49″ з. д. |
| 2 | Пичиданки        | Pichidangui             | поселок   | 1226                  | 32°08′23″ ю. ш. 71°31′37″ з. д. |
| 3 | Килимари-Альто   | Quilimarí Alto          | поселок   | 667                   | 32°07′16″ ю. ш. 71°30′11″ з. д. |
| 4 | Кайманес         | Caimanes                | поселок   | 623                   | 31°55′58″ ю. ш. 71°08′04″ з. д. |
| 5 | Килимари-Бахо    | Quilimarí Bajo          | поселок   | 317                   | 32°07′10″ ю. ш. 71°29′00″ з. д. |
| 6 | Гуангуали        | Guangualí               | поселок   | 273                   | 32°08′01″ ю. ш. 71°22′25″ з. д. |
| 7 | Эль-Техар        | El Tejar                | поселок   | 241                   | 32°07′15″ ю. ш. 71°28′21″ з. д. |
| 8 | Сифон            | Sifón                   | поселок   | 111                   | 32°06′39″ ю. ш. 71°19′09″ з. д. |
| 9 | Эль-Льяно        | El Llano                | поселок   | 101                   | 32°05′41″ ю. ш. 71°18′12″ з. д. |